# Éric Messier
Éric Messier, född 29 oktober 1973, är en kanadensisk före detta professionell ishockeyspelare som vann Stanley Cup med Colorado Avalanche säsongen 2000/2001. Han har även representerat NHL-klubben Florida Panthers.